# Паперный ТАМ
Паперный Т. А..М… — музыкальная группа, созданная актёром и музыкантом Алексеем Михайловичем Паперным в 1989 году как «Товарищество Актёров и Музыкантов». Стиль группы — смесь реггей, латино, сдержанной цыганщины и музыки из советских кинофильмов. Последний альбом был выпущен в стиле хард-рок.

## История
Группа возникла в 1989 году как «Товарищество Актёров и Музыкантов» — театральный коллектив, отделившийся от театра «У Никитских ворот». Алексей Паперный — автор нескольких театральных проектов, в том числе спектаклей «Твербуль» и «Река» (2009). Группа выступала на крупнейших музыкальных фестивалях, таких как «Нашествие-2006», «Крылья-2003» и т. д.
В 2016 году Паперный кардинально изменил состав и звучание группы: из старого состава остался только басист Владимир Гочуа. Сам Паперный признался в интервью: «Меня немножко поддостало такое милое, кругло-мягкое звучание, с солирующими дудками. Сейчас я понимаю, что всегда двигался к одному: чтобы осталось только необходимое. Барабаны, бас и гитара — это все, что мне сейчас нужно».

## Состав
- Алексей Паперный (гитара, вокал).
- Владимир Гочуа (бас-гитара) — участник группы «Джа Дивижн».
- Елизавета Волкова (ударные).

## Бывшие музыканты
- Юрий Костенко (кларнет и саксофон), — музыкант с классическим образованием, участвует во многих московских спектаклях и мюзиклах, включая нашумевший «Чикаго», участник «Музыкального коллектива Петра Налича».
- Николай Сарабьянов (гитара), — московский гитарист, известный своим участием в таких музыкальных проектах как: MadDog, Неонавт, Brazil Jazz. Помимо работы с группой «Паперный Т. А..М…», выступал с Анатолием Герасимовым, джазовым саксофонистом, в начале 70-х игравшим в биг-бэнде Дюка Эллингтона.
- Даниил «Ленц» Ленци (перкуссия).
- Паньковский Павел (бас-гитара).

## Дискография
- 1998 — «Любимая»
- 1998 — «Скажи Легко»
- 1999 — «Студия в Консерватории. „От Винта“»
- 2001 — «Концерт в „Лётчике“»
- 2002 — «Удивительные Приключения»
- 2004 — «Танцы»
- 2008 — «Весна»
- 2016 — «Никуда»
- 2021 — «Весело»